# Centroplacaceae
Centroplacaceae là một họ thực vật có hoa bao gồm khoảng 2 chi và 6 loài cây gỗ thường xanh. Họ này mới được công nhận trong hệ thống APG III năm 2009.
Họ phân bổ tại khu vực Tây Phi (chi Centroplacus), Ấn Độ, Đông Nam Á và Malesia (chi Bhesa). Theo AGP III, họ này thuộc về bộ Sơ ri (Malpighiales).

## Phân loại
- Centroplacus: 1 loài (Centroplacus glaucinus). Chi này trước đây xếp trong họ Pandaceae hoặc đôi khi xếp trong họ Phyllanthaceae, và trong cả hai trường hợp này thì nó đều tạo thành một tông riêng biệt, có danh pháp Centroplaceae.
- Bhesa (bao gồm cả Kurrimia, Nothocnestis, Pyrospermum, Trochisandra): 5 loài chùm bạc. Chi này trước đây xếp trong họ Celastraceae.